# Wendell Brown
Wendell Brown est informaticien, entrepreneur et inventeur. Cet Américain est surtout connu pour ses innovations dans les télécommunications, la technologie Internet, la cyber sécurité, le développement d’applications pour smartphone, et l’Internet des objets. Brown a créé plusieurs entreprises de technologie, notamment Teleo, LiveOps et eVoice.

## Entrepreneur
Brown est considéré comme un pionnier de la gig economy et de l’industrie virtuelle du travail à domicile. En 2002, il cofonde LiveOps en tant que président et directeur de la technologie. LiveOps conçoit des solutions de centre d’appels et de gestion des réseaux sociaux auprès d’entreprises telles que Coca-Cola, Pizza Hut et eBay. Depuis juillet 2016, LiveOps emploie le plus grand nombre d’opérateurs téléphoniques à domicile au monde, avec plus de 20,000 agents disponibles. Sa plateforme en ligne a traité plus d’un milliard de minutes d’interactions entre clients et service client,.
En 2015, Brown a créé l’entreprise de cyber sécurité Averon. Elle développe des solutions d’identité basées sur des technologies mobiles. Averon a présenté le concept de sa solution de cyber sécurité sur la scène principale d’une conférence TED ayant eu lieu à Vancouver (Canada) en mars 2016. Telefónica a annoncé un partenariat technologique avec Averon.
Brown a cofondé Nularis en 2011, un concepteur de technologie d’éclairage LED premium, collaborant avec des franchises mondiales telles que Hyatt Hotels, Four Seasons Hotels et The Coffee Bean & Tea Leaf.
En 2006, Brown devient cofondateur de Teleo, l’un des premiers concurrents de Skype, où il développe des applications VoIP permettant aux utilisateurs d’émettre et de recevoir des appels téléphoniques sur Internet. La même année, à la suite de son acquisition par Microsoft, Teleo rejoint le groupe MSN appartenant à Microsoft.
En 2000, Brown a créé la plateforme de messagerie vocale eVoice, en tant que cofondateur et président. Il s’agit du premier système mondial de messagerie vocale sur Internet,. Il a inventé des techniques comme la messagerie vocale sur e-mail, la messagerie vocale visuelle, ou l’amélioration de l’identification de l’appelant. Ces véritables innovations ont été utilisées plus tard par Google Voice et Apple. eVoice offre des solutions de messagerie vocale auprès d’AT&T, MCI, AOL et des entreprises régionales de téléphonie. eVoice a été acquise en 2001 par AOL Time-Warner pour intégrer les services vocaux du groupe AOL.
En 2002, Brown a été reconnu par le magazine technologique Micro Times comme l’un des 100 principaux dirigeants de l’industrie informatique en Amérique.
Investisseur providentiel au sein de la Silicon Valley, Brown a aidé plusieurs startups réputées à lever des fonds, notamment Appeo, ADISN, MOEO, et IronPort. Cette dernière a été acquise par Cisco Systems en 2007 pour un montant de 830 millions de dollars.

## Développeur de logiciels

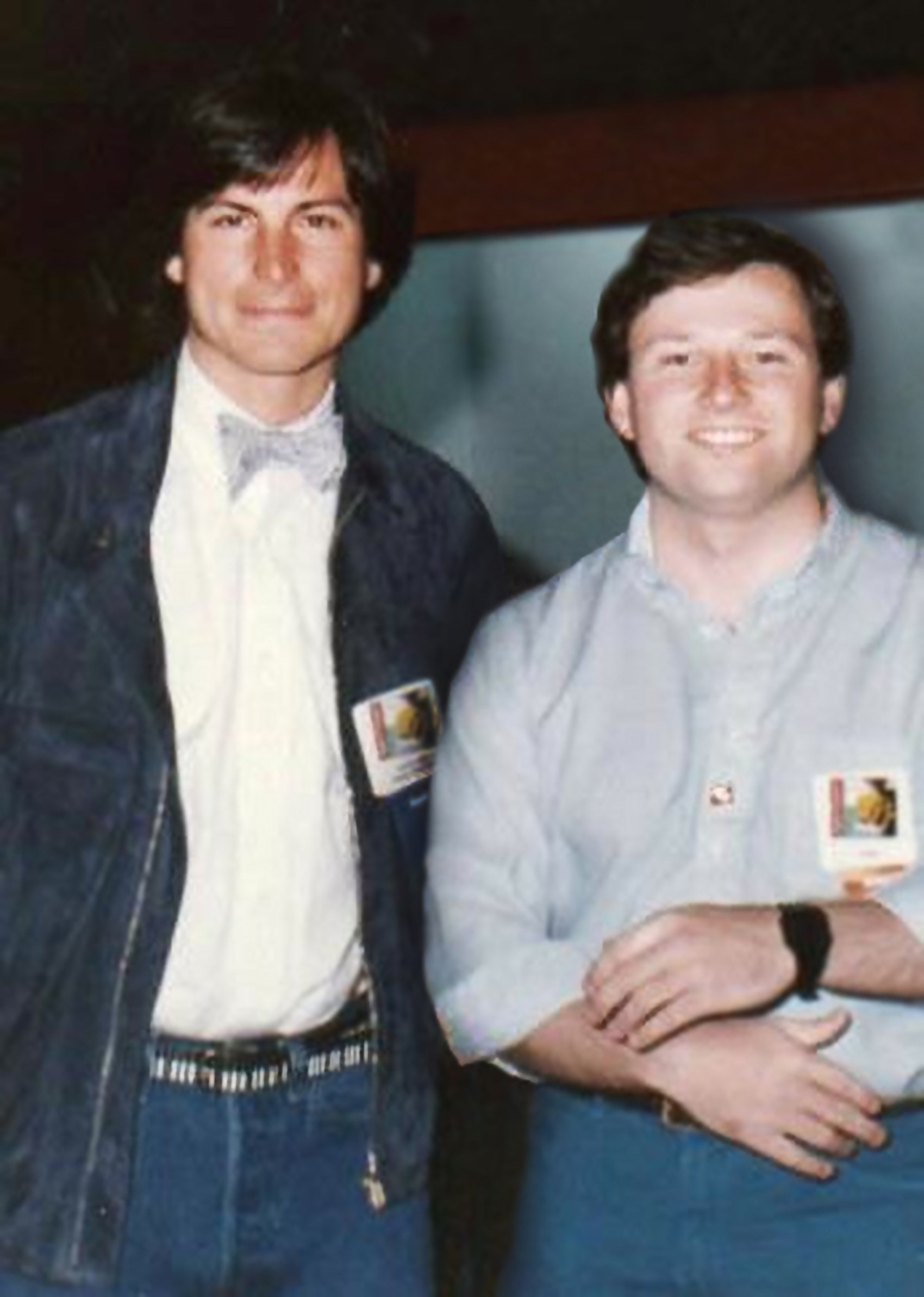
Steve Jobs avec Brown au lancement du logiciel Hippo-C pour Macintosh en janvier 1984

Considéré comme l’un des premiers créateurs de logiciels de cyber sécurité, Brown a créé WalkSoftly en 1996, diffusant ainsi le premier logiciel de cyber sécurité pour PC au marché de masse. En 1997, Brown développe Guard Dog, un progiciel innovant pour la sécurité Internet. Ce dernier a reçu une première récompense de la Software Publishers’ Association, le désignant comme l’un des 4 produits de sécurité les plus innovants des années 1990, puis une autre par PC Data, le présentant comme l’un des 10 produits logiciels de sécurité grand public les mieux vendus de tous les temps. En 1997, CyberMedia Inc. fait l’acquisition de WalkSoftly.
Brown a créé le logiciel Hippopotamus dans les années 1980, un développeur de logiciels pour le Macintosh Apple. Le compilateur Hippo-C développé par Brown était avant-gardiste dans l’environnement du développement de logiciels pour les systèmes informatiques Mac et Atari ST.
Brown est reconnu parmi les fans de jeux vidéo classique car il a conçu et programmé plusieurs jeux à succès avec Imagic, notamment Star Wars et Moonsweeper, pour la console ColecoVision, puis Beauty and The Beast et Nova Blast,  pour la console Intellivision de Mattel.
Au milieu des années 1980, Brown a développé le système ADAP SoundRack, un système innovant d’enregistrement audio directement sur disque dur, remplaçant ainsi la méthode traditionnelle d’édition sonore par bande d’enregistrement. ADAP a été utilisé pour créer et éditer des bandes sonores de films Hollywoodiens et de séries TV, notamment Born on the Fourth of July, Honey, I Shrunk the Kids, Die Hard, The Cosby Show, Falcon Crest, et l’épisode pilote de Beverly Hills 90210. ADAP a été utilisé pour enregistrer les artistes suivants : Peter Gabriel, Fleetwood Mac, The Pointer Sisters, Mötley Crüe, David Bowie, et Natalie Cole entre autres. Grâce à l’utilisation de sa technologie ADAP, Brown a été consulté par The Walt Disney Company et Toshiba, avant de travailler en tant qu’expert de la cryptographie des télécommunications avec National Semiconductor pour aider à la conception d’applications hardware des algorithmes DS3.

## Inventeur
En janvier 2012, le Forum de Davos a honoré les inventions de Brown liées à l’efficacité énergétique en lui remettant le prix de Technology Pioneer. En mai 2012, Brown remporte également le prix CTIA Smartphone Emerging Technology pour ses innovations dans le domaine des applications mobiles. Les technologies de télécommunication de Brown ont été utilisées pour connecter plus d’1 milliard de minutes d’appels téléphoniques et sont utilisées dans des millions de comptes de messagerie vocale.
Brown a créé des douzaines d’inventions brevetées dans les secteurs de la cyber sécurité, des télécommunications, des applications pour téléphone portable, de la main d’œuvre virtuelle, des véhicules électriques, de l’éclairage LED, des caméras 3D, des carburants renouvelables et de la distribution musicale en ligne, aux États-Unis et à l’international.
En 2008, Brown a inventé Web Diet, une manière d’utiliser nos smartphones pour comptabiliser notre consommation alimentaire et améliorer notre santé. L’application Web Diet a été reconnue comme la première application à compter les calories et automatiser l’encadrement des repas.

## Enfance et éducation
Brown a grandi dans l’État de New-York, à Oneonta, et il a obtenu son diplôme dans l’établissement d’enseignement secondaire de Oneonta. Une fois au lycée, Brown a commencé à programmer et vendre des systèmes pour ordinateur personnel, et il publia son premier article informatique dans le magazine Byte. En 2013, il a été honoré par l’établissement d’enseignement secondaire de Oneonta par une plaque permanente disposée sur leur Mur des Honneurs, pour ses accomplissements au niveau entrepreneurial et technologique.
Brown est diplômé de l’Université de Cornell en 1982, obtenant une licence scientifique en génie électrique et informatique. Une fois à Cornell, Brown obtint la bourse d’études Hughes Aircraft pour ses études de premier cycle.

## Philanthropie
Les engagements philanthropiques de Brown incluent la dotation d’une bourse d’étude à l’Université Américaine de Soka (Aliso Viejo, California), le soutien à la bibliothèque et au laboratoire de sécurité aérienne de l’Université Embry-Riddle Aeronautical, ainsi qu’un parrainage privé auprès d’enfants défavorisés en Amérique du Sud.
Il est un membre contributeur de longue date de la Campagne des Droits de l’Homme pour l’avancement des droits civils de la communauté LGBT, et des organismes juifs de services mondiaux.

## Vie privée

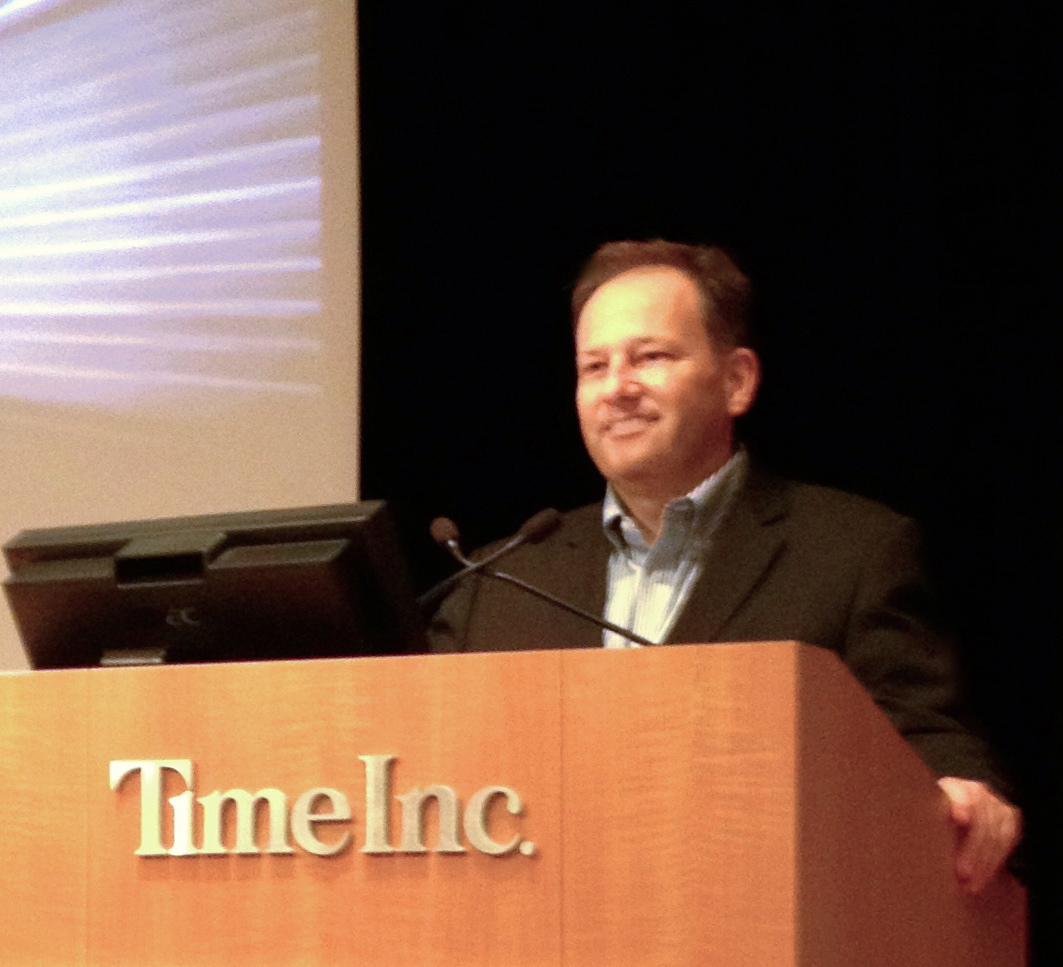
Wendell Brown prononce un discours au TIME en 2012

Brown s’engage en tant que conférencier, arbitre technologique et conseiller auprès de communautés incluant : Israël Conference, le World Economic Forum, TED (conférence), les Hackathons organisés par Google et le MIT, les conférences Digital Life Design à Munich et DLD à Tel Aviv, le Web Summit de Dublin, TechCrunch, CTIA - The Wireless Association, AlwaysOn ("Networking the Global Silicon Valley"), El Financiero (Bloomberg), et les discussions technologiques de l’Institut Mita.
Brown est un membre du comité consultatif du concours d’innovation automobile XPRIZE, incluant les nouvelles technologies de carburant et le développement de véhicules électrique. Il est conseiller auprès du fonds d’investissement MITA et de Gener8, une entreprise de films stéréoscopiques en 3D comme The Amazing Spider-Man et Harry Potter and the Deathly Hallows: Part 2.
Brown détient une licence de pilote privé et s’engage dans le développement de nouveaux avions, fusées et concepts de véhicules électriques.